# Timothée Lefrançois
Timothée Lefrançois (né le 20 février 1981) est un coureur cycliste français.

## Palmarès et classements mondiaux

### Palmarès
- 2002
  - 2e du Grand Prix de Saint-Georges-sur-Loire

- 2005
  - Flèche de Locminé
  - 2e de Jard-Les Herbiers

- 2006
  - Champion des Pays de la Loire

- 2007
  - 1re et 4e étapes du Tour de Martinique
  - 4e étape du Tour de Guadeloupe
  - 2e du championnat des Pays de la Loire

- 2008
  - 3e, 5e et 9e étapes du Tour de Martinique
  - 3e du Tour de Martinique

- 2009
  - Classement général du Tour de Martinique

### Classements mondiaux
| Année            | 2007 | 2008 | 2009 |
| ---------------- | ---- | ---- | ---- |
| UCI America Tour |      | 50e  | 29e  |
| UCI Europe Tour  | 800e |      |      |